# Lucie, Lady Duff-Gordon
Lucie, Lady Duff-Gordon, geborene Lucie Austin (* 24. Juni 1821 in London; † 14. Juli 1869 in Kairo, Ägypten) war eine britische Schriftstellerin und Übersetzerin.

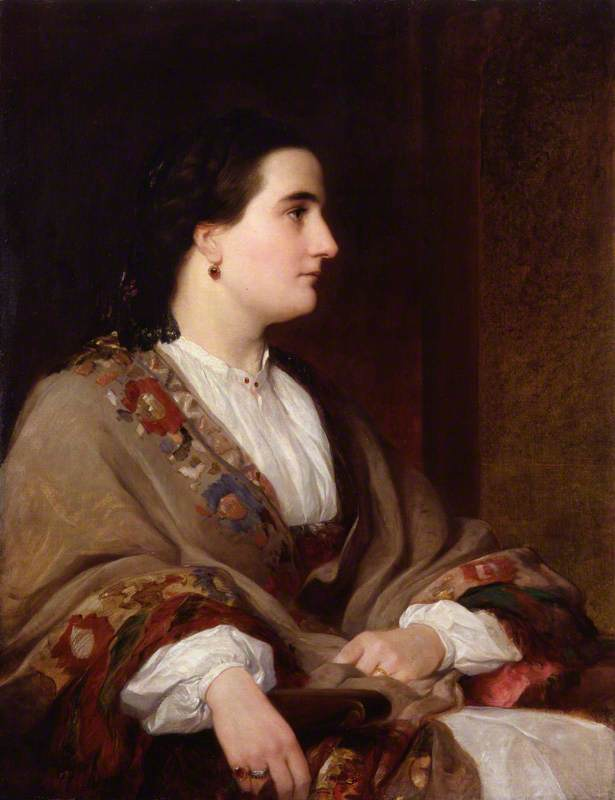
Henry Wyndham Phillips (1820–1868) Lucie, Lady Duff-Gordon

## Kindheit und Jugend

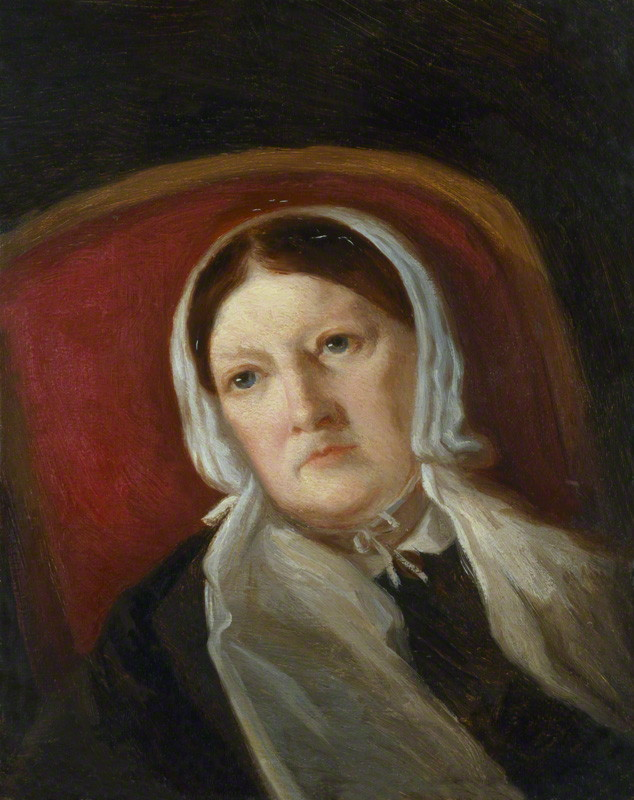
Sarah Austin

Lucie Austin wurde am 24. Juni 1821 als einziges Kind der Übersetzerin und Autorin Sarah Austin und des Rechtsphilosophen John Austin in London geboren. Die Familie gehörte zu den Unitariern. Da John Austin kein regelmäßiges Einkommen hatte, fiel Sarah Austin die Aufgabe zu, die Familie zu ernähren. Sie übersetzte Werke aus dem Französischen und Deutschen (Ranke, Pückler u. a.). Lucie wuchs überwiegend in Gesellschaft Erwachsener auf. Zu den Freunden der Familie zählten Jeremy Bentham, Thomas Carlyle und John Stuart Mill. Ab 1831 besuchte Lucie als einziges Mädchen die Jungenschule des Deutschen Dr. Biber in Hampstead, in der sie in klassischen Sprachen, Mathematik, Philosophie und alter Geschichte unterrichtet wurde. Auf Wunsch der Mutter sollte sie eine Bildung erhalten, die ihr im späteren Leben Unabhängigkeit sichern sollte. Von 1836 bis 1838 besuchte Lucie ein Mädcheninternat in Bromley Common, London. Wegen finanzieller Schwierigkeiten lebte die Familie zeitweise in Deutschland und in Frankreich. In Boulogne-sur-Mer machten Sarah und Lucie Austin die Bekanntschaft von Heinrich Heine. Diese Freundschaft hielt bis zu seinem Tod im Jahr 1856 an.

## Ehe
1839 lernte Lucie Austin den zehn Jahre älteren Sir Alexander Duff-Gordon kennen. Die beiden heirateten am 16. Mai 1840 in Kensington. Sie wurden Eltern von drei Kindern: Janet Anne (verh. Ross) * 24. Februar 1842, Maurice * 15. März 1849, Urania * 5. November 1858.
Lucie und Alexander Duff-Gordon pflegten Freundschaften mit Autorinnen und Autoren wie Caroline Norton, William Makepeace Thackeray, Tom Taylor, Sydney Smith, Charles Dickens, Alfred Tennyson und George Meredith.
Die schon vor der Eheschließung begonnene Arbeit an Übersetzungen von Werken aus dem Deutschen und Französischen setzte Lucie Duff-Gordon fort. Sie gründete sowohl in Weybridge, dem Wohnort ihrer Eltern, wie auch in London Arbeiterbibliotheken, in denen sie Leseabende veranstaltete.
Lucie Duff-Gordon erkrankte vor ihrem 30. Lebensjahr an Tuberkulose. Da diese Krankheit nicht heilbar war, rieten ihr die Ärzte, die Winter in warmen Regionen zu verbringen. Die erste Reise führte Lucie Duff-Gordon gemeinsam mit ihrer Dienerin Sally Naldrett im Jahr 1861 zum Kap der Guten Hoffnung, wo die beiden bis 1862 blieben. Lucies Briefe an ihren Mann und an ihre Mutter gefielen Sarah Austin so gut, dass sie ihrer Tochter zur Veröffentlichung der Reisebeschreibungen riet. Letters from the Cape erschien im Jahr 1864. Die Einnahmen halfen, den langen Auslandsaufenthalt zu finanzieren.
Nach ihrer Rückkehr verschlechterte sich Lucie Duff-Gordons Gesundheit so sehr, dass sie ihre Heimat schon 1863 wieder verließ.

## Ägypten
Im Oktober 1863 brach Lucie Duff-Gordon gemeinsam mit ihrer Dienerin Sally Naldrett nach Ägypten auf. Von Alexandria ging die Reise weiter nach Kairo und schließlich nach Luxor. Lucie Duff-Gordon engagierte einen Einheimischen namens Omar Abu Halaweh, der als Dragoman (Übersetzer, Reiseleiter und „Mädchen für alles“) bis zu ihrem Lebensende an ihrer Seite blieb.

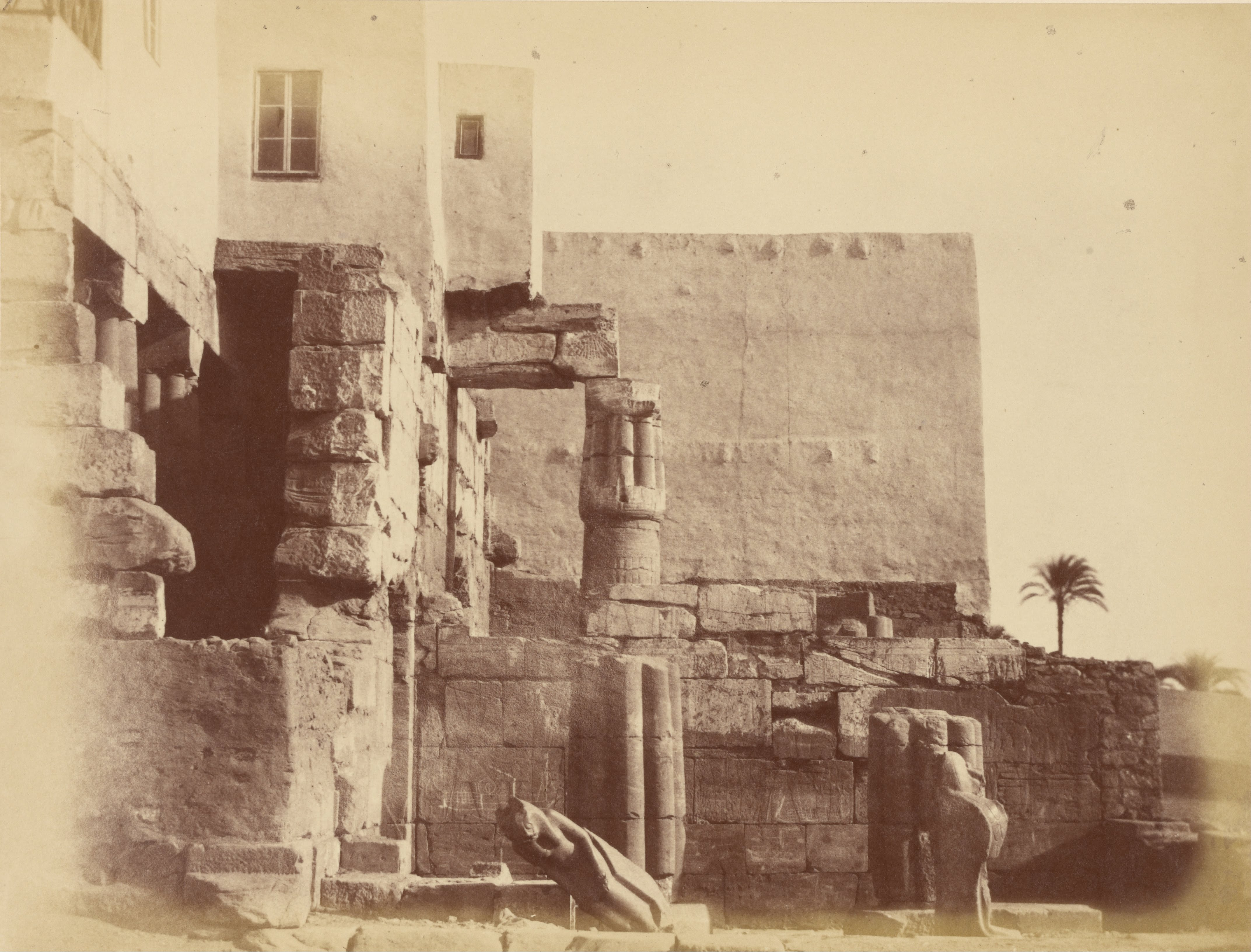
Théodule Devéria (The House of France, Luxor)

In Luxor konnte Lucie Duff-Gordon das French House mieten. Es befand sich auf dem damals zu großen Teilen verschütteten Luxor-Tempel, der mit einem ganzen Dorf und einer Moschee überbaut worden war. Erst nach 1880 wurde das Dorf im Zuge von Restaurierungsarbeiten abgerissen. Nur die Moschee Abu el-Haggag befindet sich heute noch auf dem Dach des Tempels.
Nach anfänglicher Fremdheit begann Lucie Duff-Gordon, sich mit der Kultur des Landes zu befassen. Sie erlernte die arabische Sprache und tauschte ihre viktorianische Kleidung gegen landesübliche, leichtere Bekleidung. Wegen ihrer großen Aufgeschlossenheit gegenüber der Kultur und den Religionen des Landes wurde Lucie Duff-Gordon bei der einheimischen Bevölkerung zu einem gern gesehenen Gast. Als Europäerin hatte sie einen besonderen Status, der ihr die Welt der Männer wie auch der Frauen öffnete. Sie wurde respektvoll Noor ala Noor (Licht aus der Quelle allen Lichts) genannt.
In ihren Briefen an Alexander Duff-Gordon und Lucie Austin berichtete Lucie über das alltägliche Leben, die Menschen, ihre Bräuche und Feste. Sie schrieb auch über ihre Fahrten auf dem Nil, die sie von Alexandria nilaufwärts bis nach Nubien führten. Lucie Duff-Gordon sah Philae, Abu Simbel, Esna, Karnak und das Tal der Könige.
Ihre Briefe wurden 1864 in Fortsetzungen in Macmillan’s Magazine veröffentlicht und erschienen 1865 als Buch unter dem Titel Letters from Egypt, herausgegeben von ihrer Mutter, Sarah Austin. Das Buch erhielt exzellente Rezensionen und machte Lucie Duff-Gordon in der englischsprachigen Welt so bekannt, dass in der Folgezeit zahlreiche europäische Reisende ihre Bekanntschaft in Luxor suchten.
Während der Jahre, die Lucie Duff-Gordon in Ägypten lebte, wurde das Land von dem Gouverneur und späteren Vizekönig Ismail Pascha regiert. Zur Finanzierung seiner vielen Projekte zur Modernisierung Ägyptens, u. a. des Bau des Suezkanals, erhob er hohe Steuern und zwang die Bevölkerung zu Frondiensten. Dies veranlasste Lucie zu offener Kritik. Ismail Pascha ließ sie deshalb beobachten und etliche ihrer Briefe abfangen.
Lucie Duff-Gordon starb fern ihrer Familie am frühen Morgen des 14. Juli 1869 in Kairo. Sie wurde am Abend desselben Tages begraben, nachdem zwei Imame den vollständigen Koran über ihrem Leichnam rezitiert hatten. Lucie Duff-Gordon wurde auf einem christlichen Friedhof in Kairo begraben, der später wahrscheinlich aufgelöst wurde. So berichtet es ihre Biografin, Katherine Frank, die sich mehrmals erfolglos auf die Suche nach dem Grab machte.
Lucie Duff-Gordons Letters from Egypt werden weiterhin gedruckt und sind in fast jeder Buchhandlung und jedem Touristenshop entlang des Nils zu finden. Das Schicksal der Dienerin Sally Naldrett wurde von Kate Pullinger in dem Roman The Mistress of Nothing fiktionalisiert. Nach Lucies Tod veröffentlichte ihre Tochter Janet Ross den zweiten Band Last letters from Egypt.

## Werke

### Übersetzungen
- Leopold von Ranke: Memoirs of the house of Brandenburg, and history of Prussia, during the seventeenth and eighteenth centuries. By Leopold Ranke. Tr. from the German by Sir Alexr. and Lady Duff-Gordon, London, Murray 1849.
- Clemens Lamping: French in Algiers. I. The soldier of the foreign legion II. The prisoners of Abd-el-Kader [by F. A. Alby] Translated from the German and French by Lady Duff-Gordon. London, J. Murray 1845.
- Meinhold, Wilhelm: Mary Schweidler, the amber witch : the most interesting trial for witchcraft ever known, printed from an imperfect manuscript by her father, Abraham Schweidler, the pastor of Coserow in the island of Usedom / edited by W. Meinhold ; translated from the German, New York : Wiley and Putnam 1845.
- Helmuth, Graf von Moltke: The Russians in Bulgaria and Rumelia in 1828 and 1829; during the campaigns of the Danube, the sieges of Brailow, Varna, Silistria, Shumla, and the passage of the Balkan by Marshall Diebitsch. From the German of Baron von Moltke. London, J. Murray 1854
- Heinrich von Sybel: The history and literature of the crusades. From the German of von Sybel. Edited by Lady Duff-Gordon. London, Chapman and Hall 1861

### Briefe
- Letters from the Cape. London, Galton 1864
- Letters from Egypt, 1863–1865, ed. Sarah Austin, Macmillan 1865
- Last letters from Egypt. To which are added letters from the Cape. London, Macmillan 1875.